# Usclas-d'Hérault
Pour les articles homonymes, voir Usclas et Hérault.
Ne doit pas être confondu avec Usclas-du-Bosc.
Usclas-d'Hérault [ys.klas.d‿e.ʁɔ] est une commune française située dans le centre du département de l'Hérault, en région Occitanie.
Exposée à un climat méditerranéen, elle est drainée par l'Hérault et par un autre cours d'eau.
Usclas-d'Hérault est une commune rurale qui compte 438 habitants en 2022, après avoir connu une forte hausse de la population depuis 1975.

## Géographie

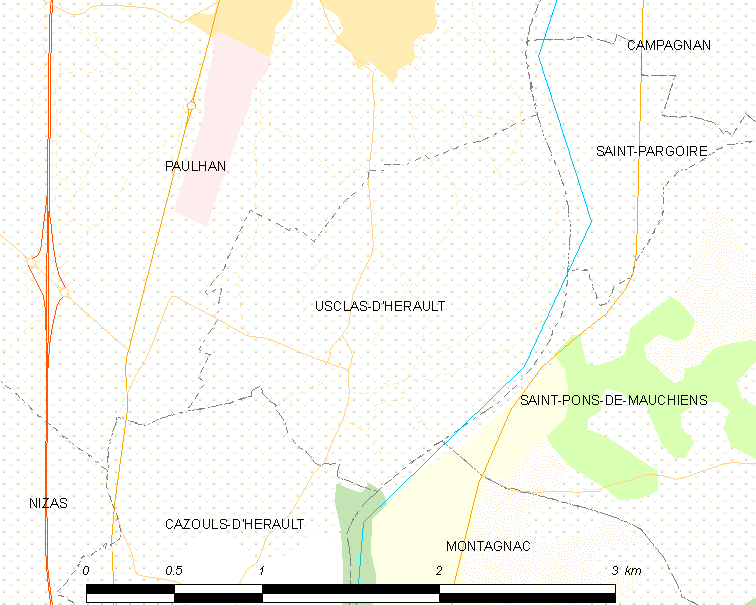
Carte

Usclas-d'Hérault se situe dans la vallée de l'Hérault sur la rive droite de la rivière.

### Communes limitrophes
|         | Paulhan           | Saint-Pargoire          |
| Paulhan | Usclas-d'Hérault  | Saint-Pons-de-Mauchiens |
|         | Cazouls-d'Hérault | Montagnac               |

### Climat
Pour des articles plus généraux, voir Climat de l'Occitanie et Climat de l'Hérault.
En 2010, le climat de la commune est de type climat méditerranéen franc, selon une étude s'appuyant sur une série de données couvrant la période 1971-2000. En 2020, Météo-France publie une typologie des climats de la France métropolitaine dans laquelle la commune est exposée à un climat méditerranéen et est dans la région climatique  Provence, Languedoc-Roussillon, caractérisée par une pluviométrie faible en été, un très bon ensoleillement (2 600 h/an), un été chaud (21,5 °C), un air très sec en été, sec en toutes saisons, des vents forts (fréquence de 40 à 50 % de vents > 5 m/s) et peu de brouillards.
Pour la période 1971-2000, la température annuelle moyenne est de 14,8 °C, avec une amplitude thermique annuelle de 16,2 °C. Le cumul annuel moyen de précipitations est de 637 mm, avec 5,7 jours de précipitations en janvier et 2,5 jours en juillet. Pour la période 1991-2020, la température moyenne annuelle observée sur la station météorologique la plus proche, située sur la commune de Tourbes à 11 km à vol d'oiseau, est de 15,2 °C et le cumul annuel moyen de précipitations est de 607,5 mm,. Pour l'avenir, les paramètres climatiques de la commune estimés pour 2050 selon différents scénarios d'émission de gaz à effet de serre sont consultables sur un site dédié publié par Météo-France en novembre 2022.

### Milieux naturels et biodiversité
Aucun espace naturel présentant un intérêt patrimonial n'est recensé sur la commune dans l'inventaire national du patrimoine naturel,,.

## Urbanisme

### Typologie
Au 1er janvier 2024, Usclas-d'Hérault est catégorisée commune rurale à habitat dispersé, selon la nouvelle grille communale de densité à sept niveaux définie par l'Insee en 2022.
Elle est située hors unité urbaine et hors attraction des villes,.

### Occupation des sols
L'occupation des sols de la commune, telle qu'elle ressort de la base de données européenne d’occupation biophysique des sols Corine Land Cover (CLC), est marquée par l'importance des territoires agricoles (88,7 % en 2018), en diminution par rapport à 1990 (100 %). La répartition détaillée en 2018 est la suivante : 
cultures permanentes (88,7 %), zones urbanisées (11,3 %). L'évolution de l’occupation des sols de la commune et de ses infrastructures peut être observée sur les différentes représentations cartographiques du territoire : la carte de Cassini (XVIIIe siècle), la carte d'état-major (1820-1866) et les cartes ou photos aériennes de l'IGN pour la période actuelle (1950 à aujourd'hui).

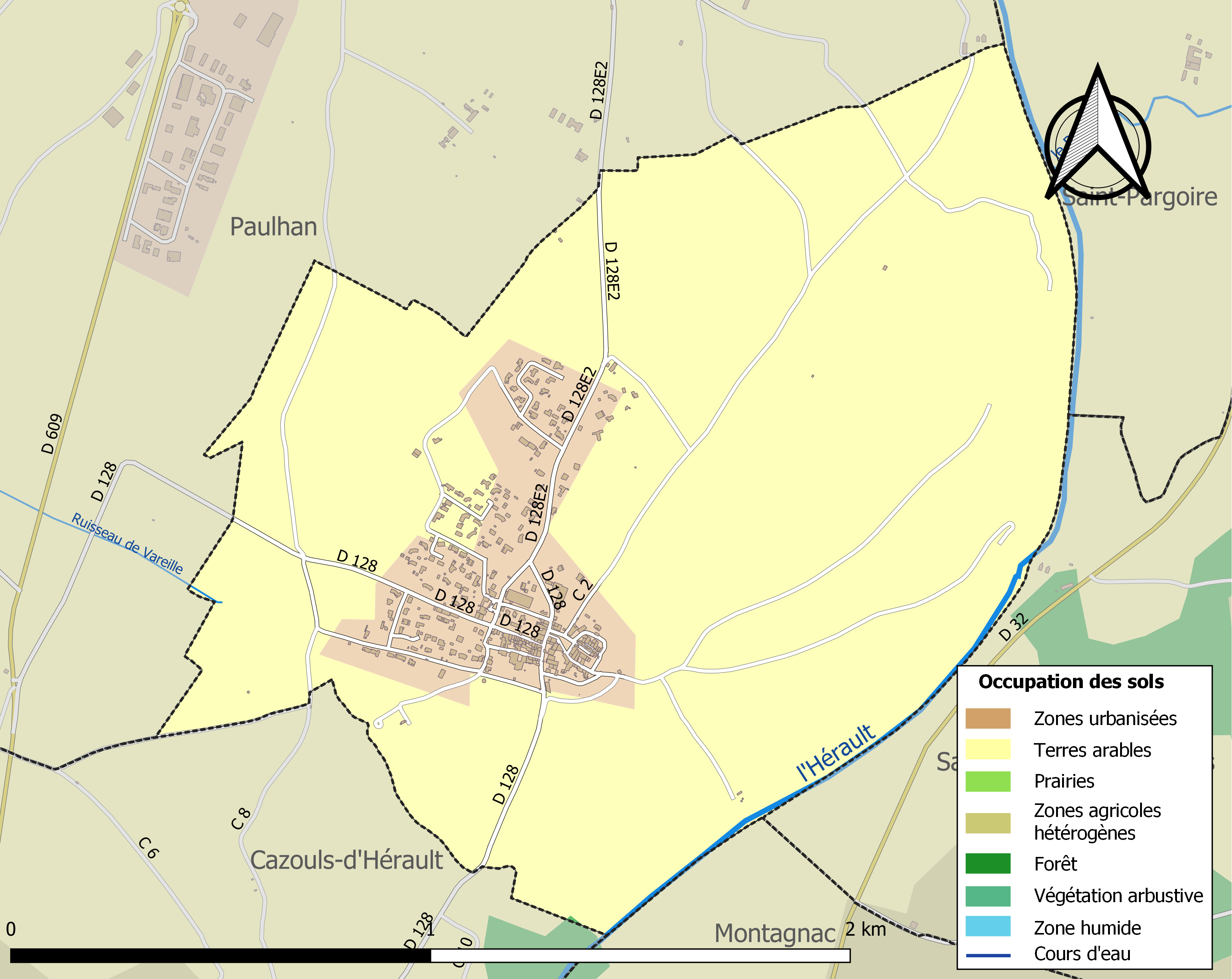
Carte des infrastructures et de l'occupation des sols de la commune en 2018 (CLC).

### Risques majeurs
Le territoire de la commune d'Usclas-d'Hérault est vulnérable à différents aléas naturels : météorologiques (tempête, orage, neige, grand froid, canicule ou sécheresse), inondations et séisme (sismicité faible). Il est également exposé à deux risques technologiques,  le transport de matières dangereuses et la rupture d'un barrage. Un site publié par le BRGM permet d'évaluer simplement et rapidement les risques d'un bien localisé soit par son adresse soit par le numéro de sa parcelle.

#### Risques naturels
Certaines parties du territoire communal sont susceptibles d’être affectées par le risque d’inondation par débordement de cours d'eau, notamment l'Hérault. La commune a été reconnue en état de catastrophe naturelle au titre des dommages causés par les inondations et coulées de boue survenues en 1982, 1994, 1996, 1997, 1999, 2003, 2011, 2014 et 2019,.
Usclas-d'Hérault est exposée au risque de feu de forêt du fait de la présence sur son territoire. Un plan départemental de protection des forêts contre les incendies (PDPFCI) a été approuvé en juin 2013 et court jusqu'en 2022, où il doit être renouvelé. Les mesures individuelles de prévention contre les incendies sont précisées par deux arrêtés préfectoraux et s’appliquent dans les zones exposées aux incendies de forêt et à moins de 200 mètres de celles-ci. L’arrêté du 25 avril 2002 réglemente l'emploi du feu en interdisant notamment d’apporter du feu, de fumer et de jeter des mégots de cigarette dans les espaces sensibles et sur les voies qui les traversent sous peine de sanctions. L'arrêté du 11 mars 2013 rend le débroussaillement obligatoire, incombant au propriétaire ou ayant droit,.

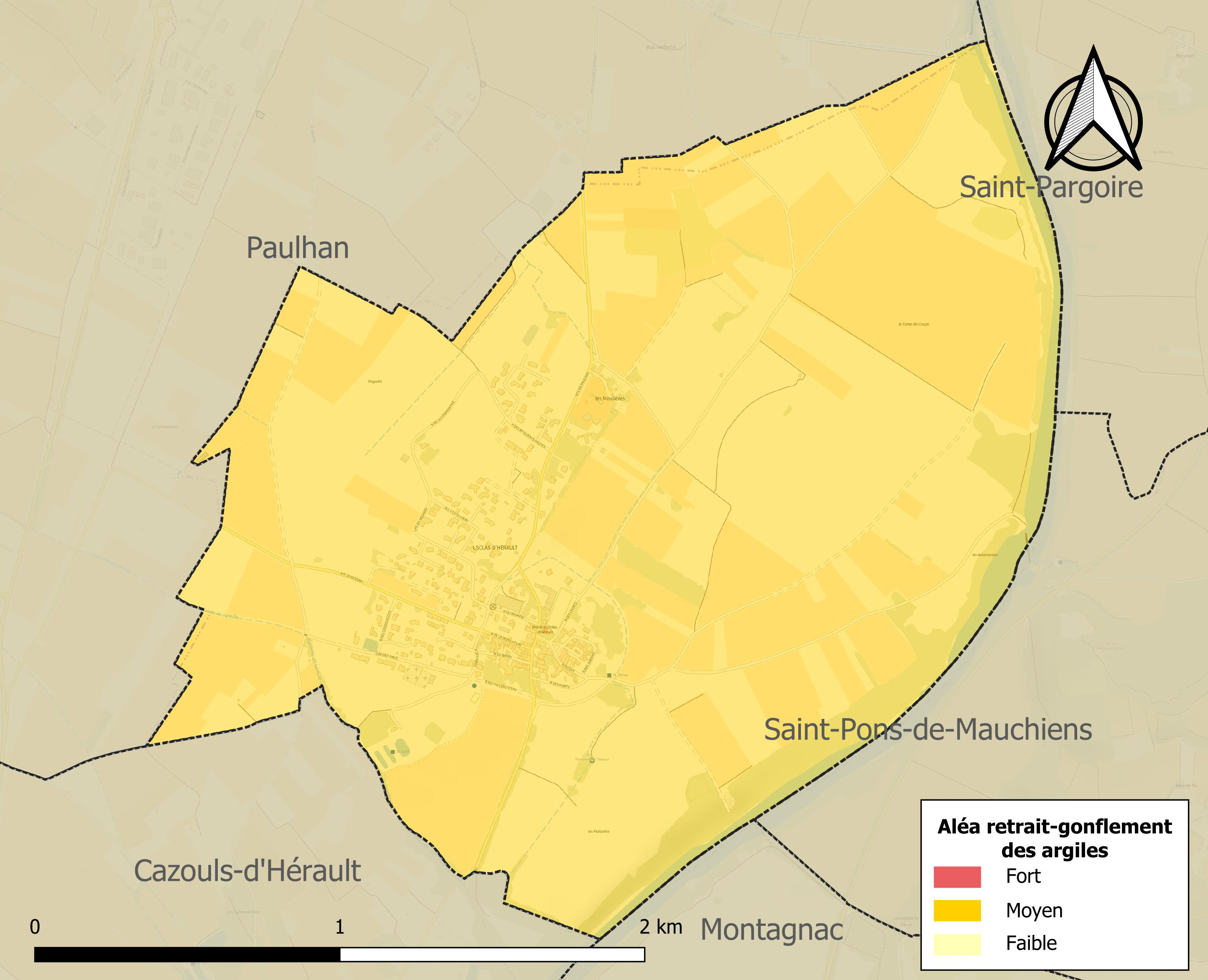
Carte des zones d'aléa retrait-gonflement des sols argileux d'Usclas-d'Hérault.

Le retrait-gonflement des sols argileux est susceptible d'engendrer des dommages importants aux bâtiments en cas d’alternance de périodes de sécheresse et de pluie. La totalité de la commune est en aléa moyen ou fort (59,3 % au niveau départemental et 48,5 % au niveau national). Sur les 203 bâtiments dénombrés sur la commune en 2019, 203 sont en aléa moyen ou fort, soit 100 %, à comparer aux 85 % au niveau départemental et 54 % au niveau national. Une cartographie de l'exposition du territoire national au retrait gonflement des sols argileux est disponible sur le site du BRGM,.
Par ailleurs, afin de mieux appréhender le risque d’affaissement de terrain, l'inventaire national des cavités souterraines permet de localiser celles situées sur la commune.

#### Risques technologiques
Le risque de transport de matières dangereuses sur la commune est lié à sa traversée par des infrastructures routières ou ferroviaires importantes ou la présence d'une canalisation de transport d'hydrocarbures. Un accident se produisant sur de telles infrastructures est susceptible d’avoir des effets graves sur les biens, les personnes ou l'environnement, selon la nature du matériau transporté. Des dispositions d’urbanisme peuvent être préconisées en conséquence.
La commune est en outre située en aval du Barrage du Salagou, un ouvrage de classe A sur le Salagou, mis en service en 1968 et disposant d'une retenue de 102 millions de mètres cubes. À ce titre elle est susceptible d’être touchée par l’onde de submersion consécutive à la rupture de cet ouvrage.

## Toponymie
La commune a été connue sous les variantes : parrochia S. Verani de Usclaz (1164), ecclesiam S. Verani de Usclasio (1203), de Usclacio in Bitteresio (1344), de Isclssio (1361), Usclas (1622), Usclas d'Eraut (1740), Usclas d'Heraut (1770).
Le nom Usclas est l'adaptation au français du toponyme occitan Usclats, brûlés (prononcé [ys'klas]), « terre brûlée pour le défrichement ».
En occitan Usclats d'Erau [ys.'klats.de'raw].

## Histoire

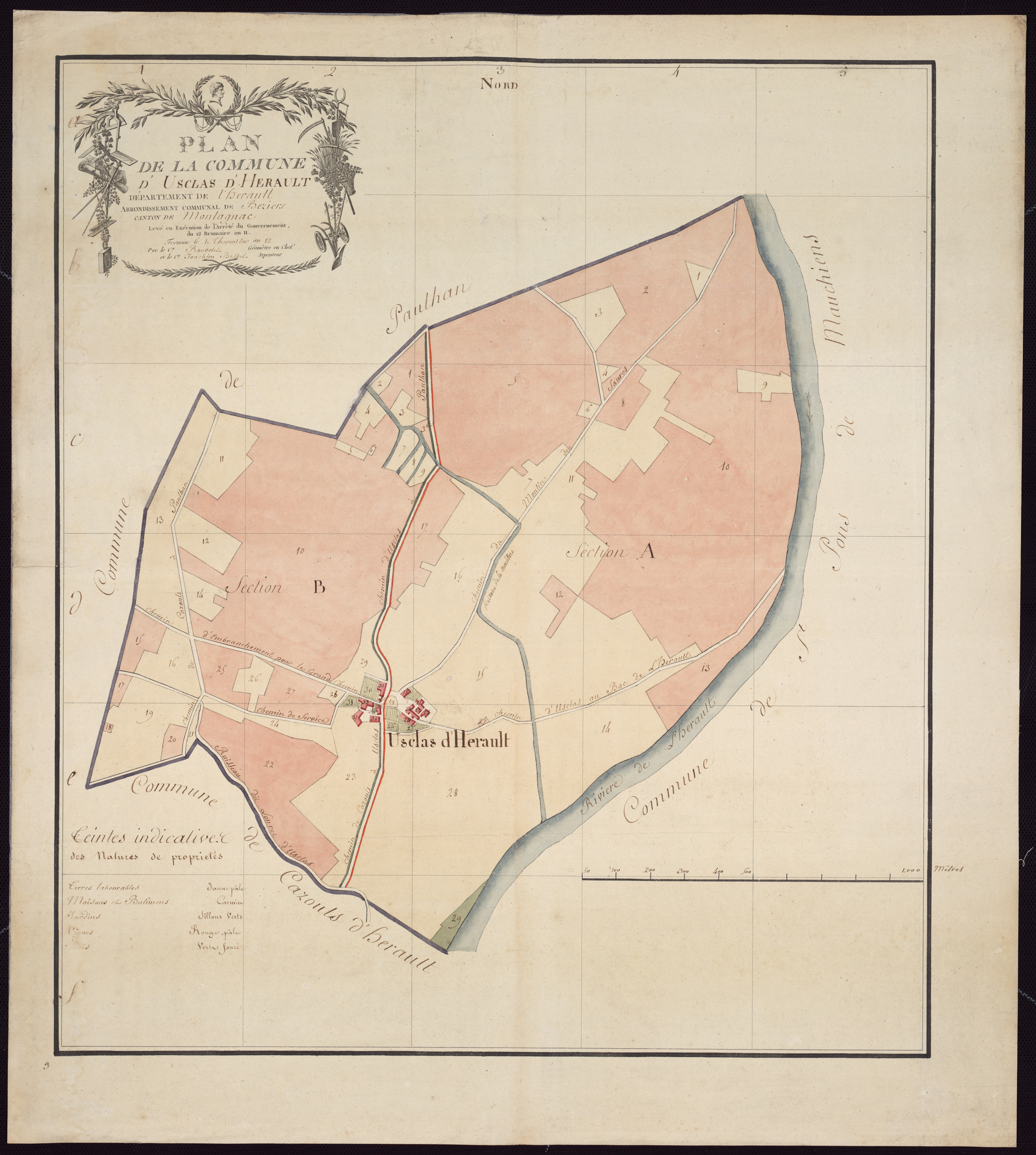
Plan par masse de culture (an XII).

Le cartulaire de Gellone mentionne en 1164 parrochia S. Verani de Uslaz. Le Livre Noir en 1203 cite lecclesiam S Verani de Usclasio.
La paroisse de Saint-Véran d'Usclas appartenait aux templiers au XIIIe siècle (depuis 1203).

## Politique et administration
| Période        | Période      | Identité                   | Étiquette | Qualité                        |
| -------------- | ------------ | -------------------------- | --------- | ------------------------------ |
| octobre 1884   | mai 1892     | Marius Hugol               |           |                                |
| mai 1892       | mai 1900     | Elisée Belly               |           |                                |
| mai 1900       | mai 1908     | Joseph Hugol               |           |                                |
| mai 1908       | février 1923 | Fernand Vidal              |           |                                |
| février 1923   | mai 1929     | Etienne Foulquier          |           |                                |
| mai 1929       | février 1942 | Marius Roustan             |           |                                |
| février 1942   | août 1944    | Séraphin Pascal            |           | Adjoint fait fonction de maire |
| septembre 1944 | avril 1945   | Emile Pons                 |           |                                |
| avril 1945     | mai 1976     | Pierre Foulquier           |           |                                |
| juin 1976      | mars 1977    | Pierre Bertrand            |           |                                |
| mars 1977      | mars 1983    | Michel Serres              |           |                                |
| mars 1983      | mars 2014    | Bernard Foulquier-Gazagnes | DVD       | Exploitant agricole            |
| mars 2014      | En cours     | Christian Rigaud           | SE        | Artisan                        |

## Démographie
L'évolution du nombre d'habitants est connue à travers les recensements de la population effectués dans la commune depuis 1793. Pour les communes de moins de 10 000 habitants, une enquête de recensement portant sur toute la population est réalisée tous les cinq ans, les populations de référence des années intermédiaires étant quant à elles estimées par interpolation ou extrapolation. Pour la commune, le premier recensement exhaustif entrant dans le cadre du nouveau dispositif a été réalisé en 2007.

En 2022, la commune comptait 438 habitants, en évolution de +11,45 % par rapport à 2016 (Hérault : +7,49 %, France hors Mayotte : +2,11 %).
| 1793 | 1800 | 1806 | 1821 | 1831 | 1836 | 1841 | 1846 | 1851 |
| ---- | ---- | ---- | ---- | ---- | ---- | ---- | ---- | ---- |
| 158  | 163  | 167  | 202  | 187  | 189  | 176  | 174  | 173  |

| 1856 | 1861 | 1866 | 1872 | 1876 | 1881 | 1886 | 1891 | 1896 |
| ---- | ---- | ---- | ---- | ---- | ---- | ---- | ---- | ---- |
| 170  | 177  | 175  | 196  | 191  | 196  | 210  | 202  | 193  |

| 1901 | 1906 | 1911 | 1921 | 1926 | 1931 | 1936 | 1946 | 1954 |
| ---- | ---- | ---- | ---- | ---- | ---- | ---- | ---- | ---- |
| 217  | 221  | 210  | 225  | 245  | 236  | 225  | 191  | 182  |

| 1962 | 1968 | 1975 | 1982 | 1990 | 1999 | 2006 | 2007 | 2012 |
| ---- | ---- | ---- | ---- | ---- | ---- | ---- | ---- | ---- |
| 169  | 166  | 129  | 134  | 147  | 144  | 249  | 264  | 340  |

| 2017 | 2022 | - | - | - | - | - | - | - |
| ---- | ---- | - | - | - | - | - | - | - |
| 418  | 438  | - | - | - | - | - | - | - |

## Économie

### Revenus
En 2018, la commune compte 165 ménages fiscaux, regroupant 433 personnes. La médiane du revenu disponible par unité de consommation est de 20 400 € (20 330 € dans le département).

### Emploi
|                | 2008   | 2013   | 2018  |
| -------------- | ------ | ------ | ----- |
| Commune        | 5,8 %  | 8 %    | 8,1 % |
| Département    | 10,1 % | 11,9 % | 12 %  |
| France entière | 8,3 %  | 10 %   | 10 %  |

En 2018, la population âgée de 15 à 64 ans s'élève à 262 personnes, parmi lesquelles on compte 71,3 % d'actifs (63,2 % ayant un emploi et 8,1 % de chômeurs) et 28,7 % d'inactifs,. Depuis 2008, le taux de chômage communal (au sens du recensement) des 15-64 ans est inférieur à celui de la France et du département.
La commune est hors attraction des villes,. Elle compte 38 emplois en 2018, contre 28 en 2013 et 30 en 2008. Le nombre d'actifs ayant un emploi résidant dans la commune est de 167, soit un indicateur de concentration d'emploi de 23,1 % et un taux d'activité parmi les 15 ans ou plus de 56,2 %.
Sur ces 167 actifs de 15 ans ou plus ayant un emploi, 27 travaillent dans la commune, soit 17 % des habitants. Pour se rendre au travail, 90,9 % des habitants utilisent un véhicule personnel ou de fonction à quatre roues, 1,8 % les transports en commun, 2,4 % s'y rendent en deux-roues, à vélo ou à pied et 4,9 % n'ont pas besoin de transport (travail au domicile).

### Activités hors agriculture
33 établissements sont implantés  à Usclas-d'Hérault au 31 décembre 2019. Le tableau ci-dessous en détaille le nombre par secteur d'activité et compare les ratios avec ceux du département,.
| Secteur d'activité                                                                                        | Commune | Commune | Département |
| Secteur d'activité                                                                                        | Nombre  | %       | %           |
| --- | ------- | ------- | ----------- |
| Ensemble                                                                                                  | 33      |         |             |
| Industrie manufacturière, industries extractives et autres                                                | 1       | 3 %     | (6,7 %)     |
| Construction                                                                                              | 10      | 30,3 %  | (14,1 %)    |
| Commerce de gros et de détail, transports, hébergement et restauration                                    | 6       | 18,2 %  | (28 %)      |
| Activités immobilières                                                                                    | 3       | 9,1 %   | (5,3 %)     |
| Activités spécialisées, scientifiques et techniques et activités de services administratifs et de soutien | 6       | 18,2 %  | (17,1 %)    |
| Administration publique, enseignement, santé humaine et action sociale                                    | 3       | 9,1 %   | (14,2 %)    |
| Autres activités de services                                                                              | 4       | 12,1 %  | (8,1 %)     |

Le secteur de la construction est prépondérant sur la commune puisqu'il représente 30,3 % du nombre total d'établissements de la commune (10 sur les 33 entreprises implantées  à Usclas-d'Hérault), contre 14,1 % au niveau départemental.

### Agriculture
|               | 1988 | 2000 | 2010 | 2020 |
| ------------- | ---- | ---- | ---- | ---- |
| Exploitations | 21   | 19   | 9    | 5    |
| SAU (ha)      | 224  | 216  | 116  | 96   |

La commune est dans la « Plaine viticole », une petite région agricole occupant la bande côtière du département de l'Hérault. En 2020, l'orientation technico-économique de l'agriculture  sur la commune est la viticulture. Cinq exploitations agricoles ayant leur siège dans la commune sont dénombrées lors du recensement agricole de 2020 (21 en 1988). La superficie agricole utilisée est de 96 ha,,.

## Culture locale et patrimoine

### Lieux et monuments
- Église Saint-Brice d'Usclas-d'Hérault.
- La tour-clocher, porte du village.

### Héraldique
|  | Les armoiries de Usclas-d'Hérault se blasonnent ainsi : D'argent, au pairle losangé d'or et de gueules. |

### Personnalités liées à la commune
- Mario Roustan, sénateur de l'Hérault (1920-1940) et ancien ministre, fut maire à partir de 1929.

### Articles connexes

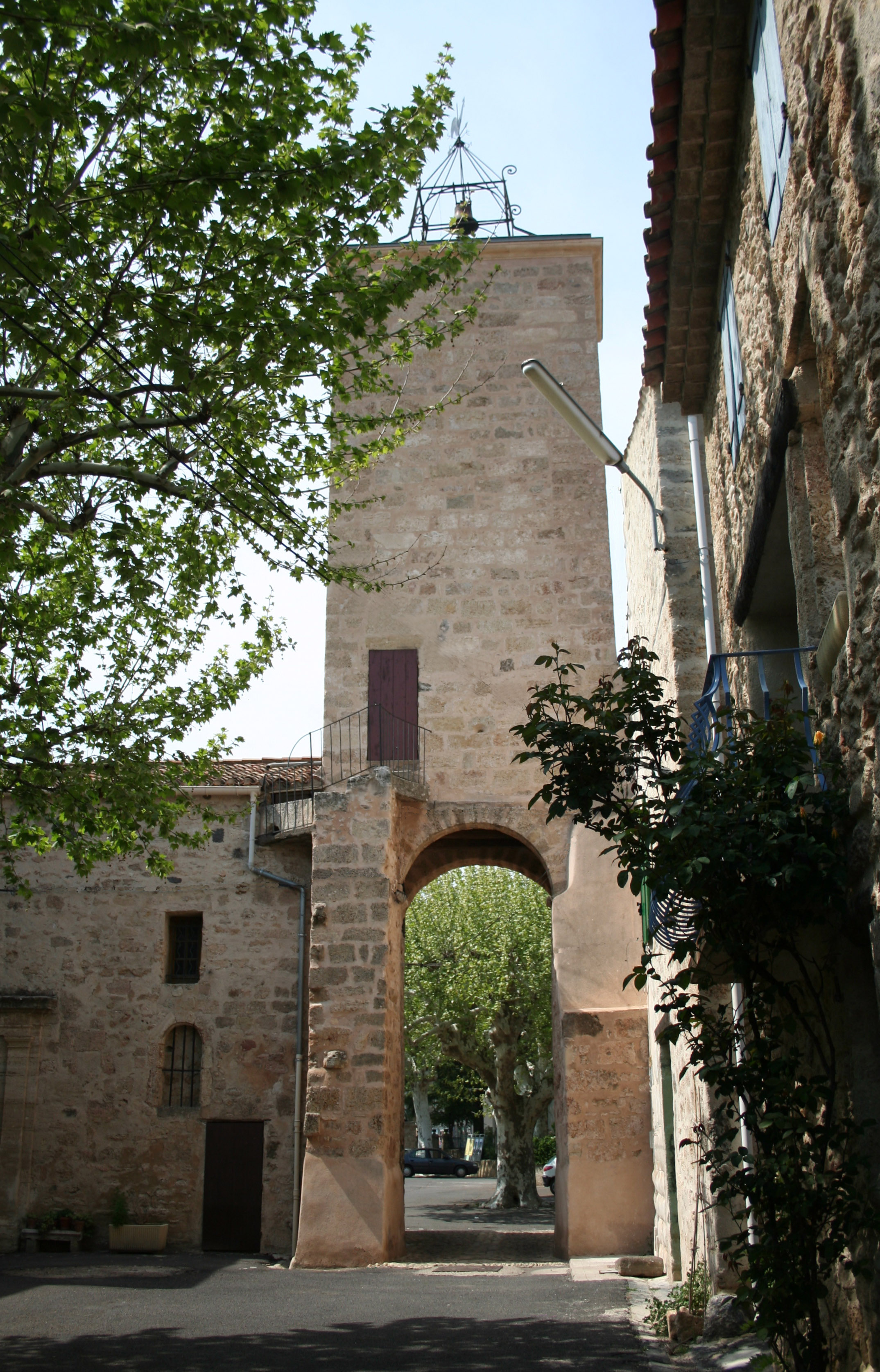
Tour-clocher, porte du village

### Fonds d'archives
- Fonds : Archives communales d'Usclas-d'Hérault (1789-1939) [0,15 ml].  Cote : 315 EDT. Montpellier : Archives départementales de l'Hérault (présentation en ligne).